# Bec incandescent

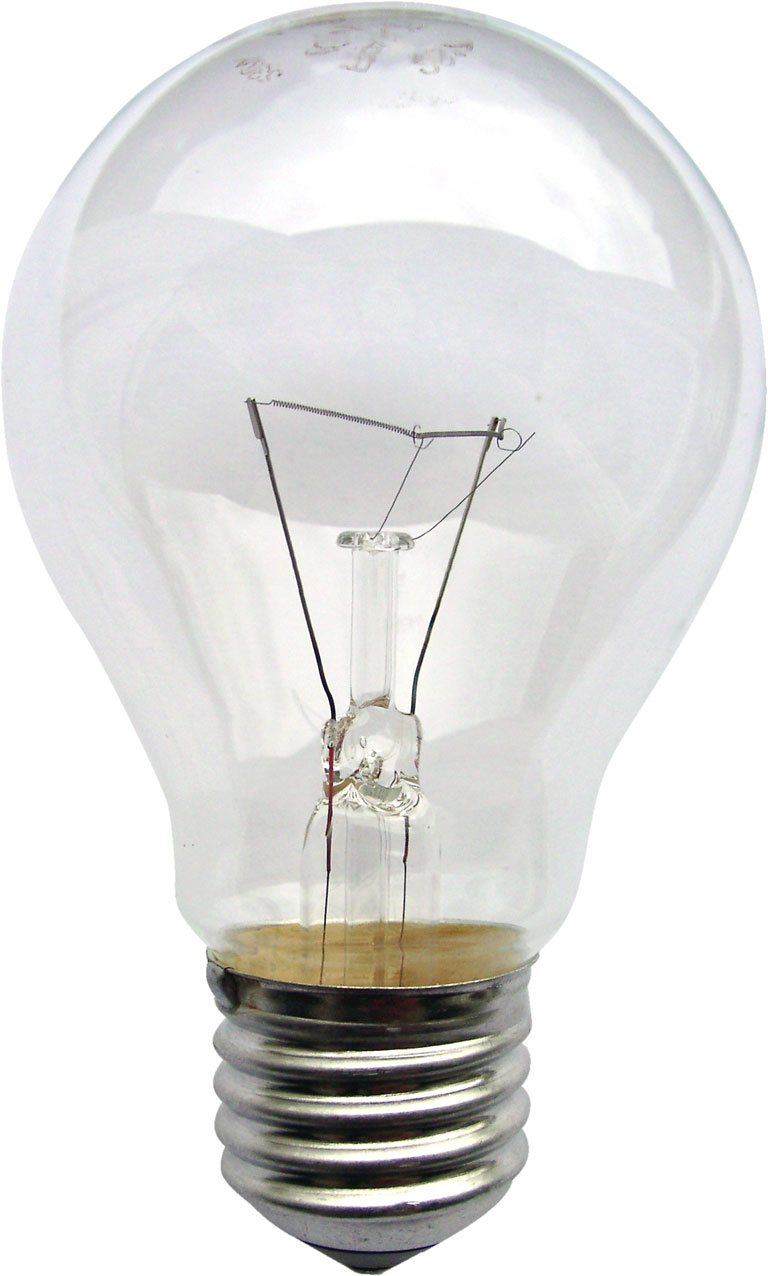
Bec cu incandescență

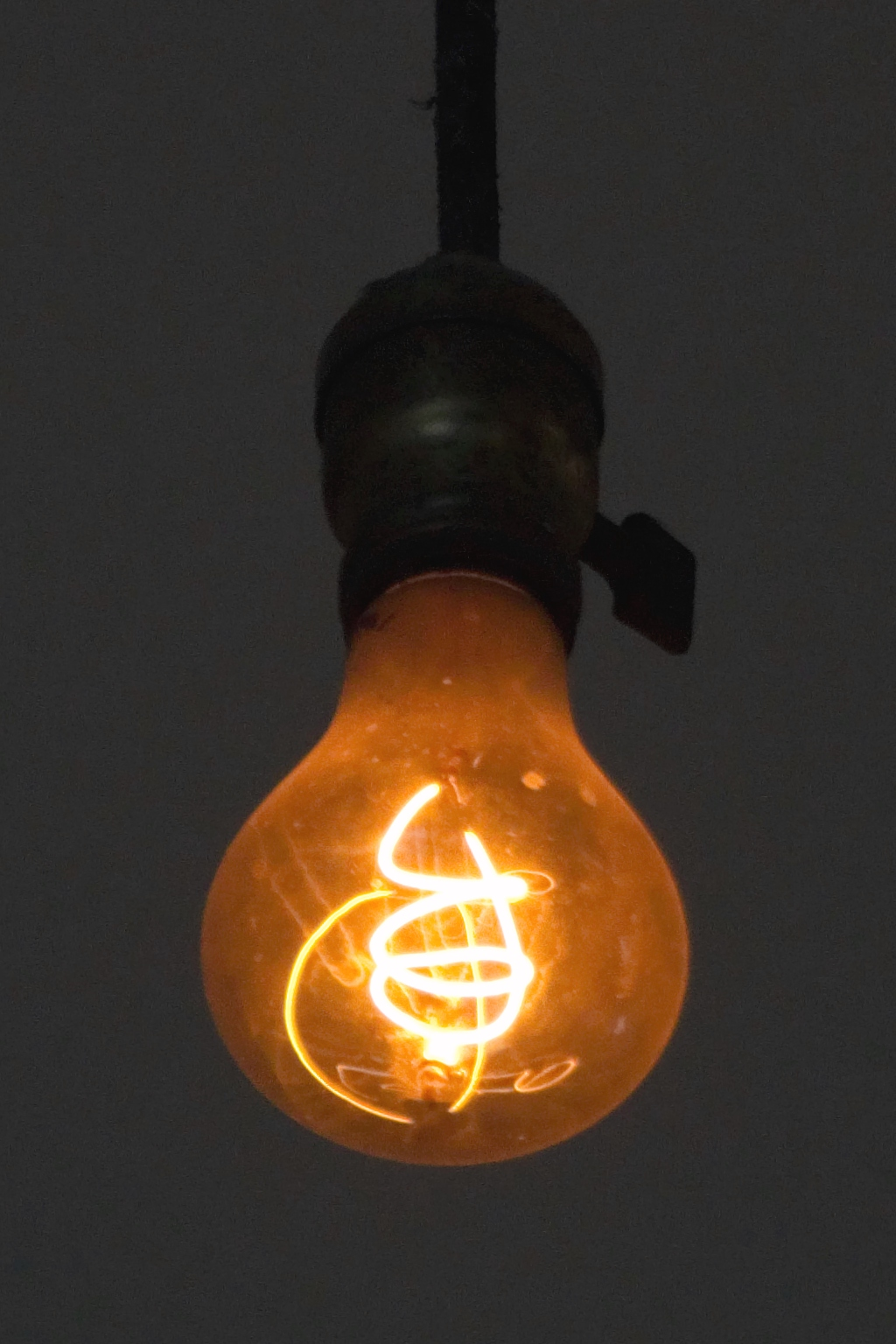
Bec incandescent vechi de peste 100 de ani (care funcționează din 1901). Instalat în stația de pompieri Livermore din California, nu a fost aproape niciodată stins.

Becul electric este o lampă electrică cu incandescență care produce lumină prin trecerea curentului electric printr-un filament. Este alcătuit dintr-un soclu și un balon de sticlă vidat sau umplut cu un gaz inert, în interiorul căruia se află filamentul. Filamentul incandescent este protejat și ferit de o eventuală oxidare în aer de către balonul de sticlă. Într-o lampă cu halogeni, evaporarea filamentului este prevenită de un procedeu chimic ce redepozitează vaporii de metal în filament.

## Alcătuire
|  | 1. Balon de sticlă 2. Gaz inert la joasă presiune (sau vid) 3. Filament de wolfram 4. Fir de contact (1) 5. Fir de contact (2) 6. Suport de sârmă 7. Montură de sticlă 8. Contactul lateral 9. Soclul filetat 10. Izolație 11. Contact electric |

## Istoric
Principalii inventatori sunt:

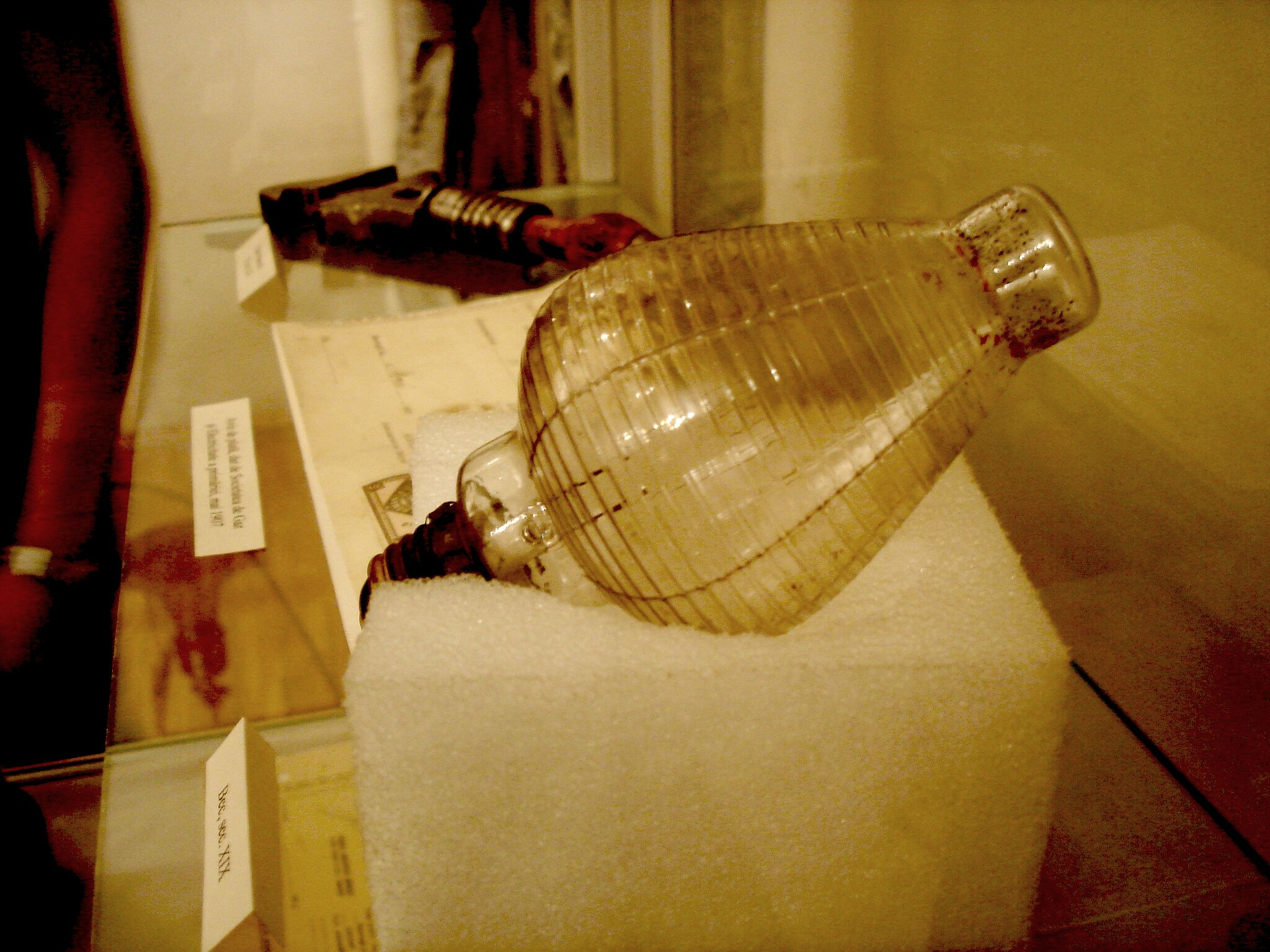
Unul din primele becuri electrice

- 1878, Joseph Swan - lampa cu filament de carbon
- 1879, Thomas Alva Edison - principiul balonului vidat
- 1906, Carl Auer von Welsbach - filamentul din osmiu și wolfram
- 1909, William David Coolidge - pentru filamentul din wolfram ductil
- 1911, Irving Langmuir - filament spiralat și utilizarea amestecului inert

Încălzirea până la incandescență a filamentului parcurs de curentul electric se datorează efectului Joule.